# Halbeinkünfteverfahren
Das Halbeinkünfteverfahren war ein Verfahren zur steuerlichen Entlastung von Einnahmen aus Beteiligungen an Kapitalgesellschaften. Es hatte in Deutschland das von 1977 bis 2000 geltende Anrechnungsverfahren abgelöst, da dieses europarechtswidrig war.
Das Halbeinkünfteverfahren galt seit 2001 für Einnahmen aus ausländischen Kapitalbeteiligungen, seit 2002 auch für inländische Beteiligungen an Kapitalgesellschaften.
Das Halbeinkünfteverfahren wurde eingeführt, um die finanziellen Nachteile der seit 2002 nicht mehr anrechenbaren Körperschaftsteuer für Anteilseigner von Kapitalgesellschaften auszugleichen.
Dem Halbeinkünfteverfahren unterlagen auch die Dividenden, die ein Investmentfonds erzielte.
Für Veranlagungszeiträume ab 2009 wurde das Halbeinkünfteverfahren durch die Abgeltungsteuer und das Teileinkünfteverfahren abgelöst (Unternehmensteuerreformgesetz 2008 vom 14. August 2007).

## Anwendungsbereich
Das Halbeinkünfteverfahren war bis (inkl.) dem Veranlagungszeitraum 2008 anzuwenden. Rechtlich basierte es auf der bis einschließlich 2008 geltenden Fassung des § 3 Nr. 40 EStG (a.F.). Danach waren 50 % der in diesem Paragraphen definierten Einkünfte von der Einkommensteuer befreit. Beispielsweise befreite Buchstabe d dieses § die Hälfte der Bezüge i. S. d. § 20 Abs. 1 Nr. 1 EStG (dieser bestimmte Einkünfte aus Kapitalvermögen). Grund für die hälftige Befreiung von der Einkommensteuer für die definierten Einkommen aus Kapitalvermögen war, eine Doppelbesteuerung derselben Einkünfte zu vermeiden: Die Kapitalgesellschaften sind für die ausgeschütteten Gewinne u. a. die Körperschaftsteuer und die Gewerbesteuer schuldig. Eine erneute Belastung von 100 % dieser ausgeschütteten Gewinne hätte eine Doppelbesteuerung zur Folge.
Das Halbeinkünfteverfahren wurde ab dem Veranlagungszeitraum 2009 durch die Abgeltungssteuer und das Teileinkünfteverfahren abgelöst, die im Folgenden beschrieben werden:
Auf Ebene des Anteilseigners (Aktionär bzw. Gesellschafter) ist die Besteuerung davon abhängig, ob der Anteilseigner eine natürliche Person oder eine Kapitalgesellschaft ist (Rechtsstand 1. Januar 2010):
- Ist der Anteilseigner eine natürliche Person, sind Ausschüttungen von Kapitalbeteiligungen mit der Kapitalertragsteuer in Höhe von 25 % zu besteuern.
- Ist der Anteilseigner ein Personenunternehmen, dann sind Ausschüttungen und steuerpflichtige Veräußerungsgewinne von Kapitalbeteiligungen zu 40 % steuerbefreit (§ 3 Nr. 40 EStG).
- Ist der Anteilseigner eine Kapitalgesellschaft, sind Ausschüttungen und Gewinne aus der Veräußerung von Kapitalbeteiligungen nach § 8b Abs. 1 Körperschaftsteuergesetz in vollem Umfang steuerfrei. Allerdings gilt ein pauschales Betriebsausgabenabzugsverbot von 5 % der jeweiligen Ausschüttung bzw. des Veräußerungsgewinns nach § 8b Abs 5 KStG. Die Steuerfreiheit tritt somit effektiv nur zu 95 % ein (modifiziertes Nulleinkünfteverfahren). Die Kapitalgesellschaft darf dafür jedoch sämtliche Ausgaben, die mit diesen Beteiligungen in Zusammenhang stehen, steuermindernd als Betriebsausgaben geltend machen. Dies gilt allerdings nicht für Wertverluste der Kapitalbeteiligungen (Veräußerungsverluste oder Teilwertabschreibungen).

## Verfahren
Dividenden und steuerpflichtige Gewinne aus der Veräußerung von Kapitalbeteiligungen wurden (sofern sie im Fall des § 23 EStG die Freigrenze überstiegen) nur mit dem halben Betrag der Einkommensteuer und dem Solidaritätszuschlag unterworfen.
Gewinne aus der Veräußerung von Kapitalbeteiligungen waren dann steuerpflichtig, wenn zwischen Anschaffung und Veräußerung der Anteile ein Zeitraum von höchstens einem Jahr (Spekulationsfrist nach § 23 Abs. 1 Satz 1 Nr. 2 EStG) lag (Anschaffungszeitpunkt der Anteile  musste vor 2008 liegen, da seit 1. Januar 2009 § 20 Abs. 1 Satz 1 Nr. 1 EStG zur Geltung kommt). War dies nicht der Fall, so waren sie nur dann der Einkommensteuer zu unterziehen, wenn der Veräußerer der Anteile im Sinne des § 17 Abs. 1 Satz 1 EStG zu mindestens 1 % am Nennkapital der Gesellschaft beteiligt ist oder innerhalb der letzten 5 Jahre vor Veräußerung war, jedoch nur insoweit, wie der in § 17 Abs. 3 EStG genannte Freibetrag überschritten wurde.
Zweck des Halbeinkünfteverfahrens war es, eine Doppelbesteuerung ausgeschütteter Gewinne zu verhindern, da diese bereits auf Ebene der Gesellschaft mit Körperschaftsteuer belastet sind. Eine zusätzliche volle Besteuerung der ausgeschütteten Gewinne beim Anteilseigner käme also einer Doppelbelastung gleich. Das Problem des Halbeinkünfteverfahrens bestand jedoch darin, dass die Doppelbelastung lediglich in pauschalierender Form abgemildert wurde. Die Gesamtsteuerbelastung war daher zu hoch, wenn der persönliche Einkommensteuersatz des Anteilseigners unter 40 % lag; sie war zu niedrig, wenn der persönliche Einkommensteuersatz des Anteilseigners über 40 % lag.
Die Kirchensteuer ist in nachfolgendem Beispiel nicht berücksichtigt:
|                                                              | Fall A: Spitzenverdiener (persl. ESt-Satz 42 %) | Fall B: Geringverdiener (persl. ESt-Satz 15 %) |
| Gewinn Kapitalgesellschaft nach GewSt (Bruttodividende)      | 100,00 €                                        | 100,00 €                                       |
| – Körperschaftsteuer 25 %                                    | 25,00 €                                         | 25,00 €                                        |
| – Solidaritätszuschlag auf KSt 5,5 %                         | 1,38 €                                          | 1,38 €                                         |
| = Bardividende (KESt nicht berücksichtigt*)                  | 73,62 €                                         | 73,62 €                                        |
| davon als Einkünfte aus Kapitalvermögen zu versteuern (50 %) | 36,81 €                                         | 36,81 €                                        |
| – Einkommensteuer (A: 42 %, B: 15 %)                         | 15,46 €                                         | 5,52 €                                         |
| – Solidaritätszuschlag auf ESt 5,5 %                         | 0,85 €                                          | 0,30 €                                         |
| = verbleiben nach Steuern (Nettodividende)                   | 57,31 €                                         | 67,80 €                                        |

- Die Kapitalertragsteuer von 20 % wurde von der Kapitalgesellschaft an den Fiskus abgeführt und beim Anteilseigner wie eine Einkommensteuervorauszahlung behandelt.

Bei Dividendenzahlungen durch Finanzinstitute (§ 20 Abs. 1 Nr. 1 EStG) wurde der Zinsabschlag auf die volle Bardividende mit einem Steuersatz von 20 % vorgenommen (+ Solidaritätszuschlag 5,50 %). Ein eventueller Freistellungsauftrag war durch das Finanzinstitut zu berücksichtigen.
Das Halbeinkünfteverfahren galt auch dann, wenn sich die Anteile an der Körperschaft im Betriebsvermögen befanden. In diesem Fall war die 50%ige Kürzung außerbilanziell vorzunehmen, d. h., es erfolgte zunächst eine 100%ige Verbuchung der Erträge (z. B. Dividenden) und erst bei Ermittlung des zu versteuernden Einkommens wurde die Kürzung vorgenommen.

## Auswirkungen auf die Kirchensteuer
Hatte der Steuerpflichtige Einkünfte, die dem Halbeinkünfteverfahren unterlagen, war für die Kirchensteuer dennoch der volle Betrag dieser Einkünfte Bemessungsgrundlage. Zur Berechnung der Kirchensteuer wurde eine zweite Steuerberechnung durchgeführt, aus der eine fiktive Einkommensteuer berechnet wurde. Die Kirchensteuer betrug dann 8 % oder 9 % der so berechneten fiktiven Einkommensteuer.

## Auswirkungen auf die Gewerbesteuer
Die Gewerbesteuer sah unter bestimmten Voraussetzungen die Kürzung von bestimmten Gewinnanteilen vor. Zu beachten ist, dass die Kürzung nur in dem Umfang erfolgte, in dem der Gewinnanteil sich im Gewerbeertrag bisher ausgewirkt hatte. D. h., da bereits durch das Halbeinkünfteverfahren nur ein Ansatz von 50 % erfolgt war, konnte auch die Kürzung nur noch zu 50 % erfolgen.

## Anrechnung von Kapitalertragsteuer beim Anteilseigner
Von der ausschüttenden Gesellschaft einbehaltene Kapitalertragsteuern (+ zugehöriger Solidaritätszuschlag) konnten in voller Höhe geltend gemacht werden. Das galt unabhängig davon, dass die Ausschüttung nur zur Hälfte als Einkünfte anzusetzen war (§ 43 Abs. 1 Satz 1 Nr. 1a EStG).
Ausländische Dividenden wurden, unabhängig vom dortigen Steuersatz, ebenfalls auf der Basis von 50 % der Bardividende besteuert.

## Situation in Österreich
Im österreichischen Einkommensteuerrecht kommt das Halbsatzverfahren zur Anwendung.

## Situation in der Schweiz
Einzelne Kantone in der Schweiz kennen diese Besteuerung auch; es sind auf Bundesebene Bestrebungen im Rahmen der Unternehmenssteuerreform II im Gange, diese Besteuerungsart in der gesamten Schweiz einzuführen.